# IMAGICAイメージワークス
株式会社IMAGICAイメージワークス（イマジカイメージワークス、英: IMAGICA Imageworks, Inc.）は、かつて存在した映像コンテンツの企画製作、配信販売、web/mobileを利用したマーケティング、宣伝の企画制作を主な事業内容としていた日本の企業。株式会社IMAGICAの完全子会社であった。

## 歴史
IMAGICAの子会社・IMAGICAエンタテインメント、IMAGICA フォース、IMAGICA DC21を再編して2006年7月に営業を開始した。前身のIMAGICAエンタテインメントから継承した「アニメ魂」で放映されたアニメーションのDVD発売事業は、2009年にグループ会社のIMAGICA TVへ移管された。IMAGICAフォースから継承された大型映像・展示映像では、2008年スペイン、サラゴサ博覧会の日本政府館、2010年上海博覧会の民間企業館などの実績あり。映像撮影・アニメーション・モーショングラフィック・イラストレーションなど、2D/3Dにこだわらないデジタル映像を得意としている。
2018年10月1日付で、株式会社IMAGICA（3代目）から商号変更された株式会社IMAGICA Lab.へ吸収合併されて解散。

## 関連作品
- 神魂合体ゴーダンナー!!シリーズ
- ダイバージェンス・イヴシリーズ
- 月は東に日は西に 〜Operation Sanctuary〜
- To Heart 〜Remember my memories〜
- うたわれるもの

他多数

## Voltage of Imagination
2004年よりレコードレーベル「Voltage of Imagination」を運営しており、同人音楽で活躍するアーティストのコンピレーションCDをリリースしていた。